# Vicky Vette
Vicky Vette (ur. 12 czerwca 1965 w Stavanger) – kanadyjska aktorka i modelka pornograficzna pochodzenia norweskiego.
Występuje czasami pod pseudonimem Vicky the Viking Vixen (pol. Vicky Wikingowa Jędza), który odwołuje się do jej norweskiego wyglądu i pochodzenia. Jej oficjalny pseudonim, Vicky Vette (Vicky to jej prawdziwe imię, ale jej prawdziwe nazwisko nie jest znane) powstał z jej zamiłowania do samochodów Corvette, które według niej mają kształty kobiecego ciała. Zanim zaczęła karierę w przemyśle pornograficznym, wyszła za mąż w 1988 z mężczyzną znanym jedynie jako Frank, z którym brała udział w niektórych jej filmach.

## Życiorys

### Wczesne lata
Urodziła się w Stavanger w Norwegii. Gdy była dzieckiem, jej rodzina przeprowadziła się do Kanady. Kiedy miała 32 lata wyjechała do Stanów Zjednoczonych.
Od 18 do 32 roku życia prowadziła udaną pracę w kilku dużych korporacjach, najpierw jako księgowa, potem z biegiem czasu awansowała, zanim odeszła, by pracować razem ze swoim mężem przy budowaniu domów. Po udanych 5 latach w budownictwie Vicky Vette postanowiła spróbować sił jako modelka. Za zgodą jej męża zaczęła wkrótce pozować do „rozbieranych” zdjęć, co później zamieniło się w kręcenie filmów i pozowanie do zdjęć pornograficznych.

### Kariera w branży porno
W październiku 2002 Vette przesłała swoje zdjęcie do konkursu na najlepsze amatorskie zdjęcie miesiąca (nazwane Beaver Hunt), organizowanego przez magazyn „Hustler”, stając się tym samym najstarszą kobietą, której to się udało. Kiedy miała już na swoim koncie kilka rozbieranych sesji zdjęciowych, związała się z agencją LA Direct Models.
Debiutowała w scenie podwójnej penetracji z Dickiem Delaware i Alexem Roxx w Evil Angel Evil Vault 1, filmie dystrybuowanym w sklepach w 2004 w reżyserii Joeya Silvera. Scena została nakręcona 31 maja 2003, prawie dwa tygodnie przed jej 38. urodzinami. W połowie 2003 wystąpiła w serii MILF Hunter (dystrybuowanej tylko w internecie), gdzie wystąpiła pod pseudonimem Vickie. Wkrótce Vette została zaangażowana do trzech oddzielnych, 30-minutowych filmów z serii MILF Seeker (także dystrybuowanej tylko w internecie).
W grudniu 2003 i w lipcu 2004 pozowała do dwóch wydań magazynu „Hustler”. Przestała kręcić dla innych studiów latem 2006 i nagrywała wyłącznie na własną stronę, mając na świecie linię zabawek dla dorosłych o nazwie „Vicky Quickie” autorstwa Doca Johnsona. Prowadziła sieć stron dla dorosłych o nazwie VNA Network (VNA oznacza Vette Nation Army, pseudonim swojej społeczności fanów) z gwiazdami takimi jak Nikki Benz, Puma Swede, Julia Ann, Deauxma, Sara Jay i Sophie Dee.
Od połowy 2003 Vicky Vette zagrała w ponad 125 filmach pornograficznych (nie wliczając filmów dystrybuowanych tylko w internecie) dla Vivid czy VCA, a także indonezyjskim Pacar hantu perawan (2011) oraz pozowała do ponad 25 wydań różnych magazynów, m.in.: „Busty Beauties”, „Leg Sex”, „Gent”, „High Society” czy „Cherri”.
W 2020 była nominowana do nagrody honorowej XBIZ w kategorii „Kobieta biznesu roku”. W 2021 zdobyła nominację do XBIZ Cam Award w kategorii „Najlepsza gwiazda MILF mediów społecznościowych premium”.

## Życie prywatne
Zamieszkała w Atlancie w stanie Georgia.
30 stycznia 2006 mąż Vette został znaleziony martwy w mieszkaniu jego przyjaciela. Oficjalną przyczyną śmierci było samobójstwo.

## Nagrody
| Rok  | Nagroda               | Kategoria                                               | Film                               |
| ---- | --------------------- | ------------------------------------------------------- | ---------------------------------- |
| 2005 | AVN Award             | Najlepsza złośnica                                      | Metropolis (2003), reż. Marty Zion |
| 2014 | Nightmoves Fan Awards | Najlepsze cycki                                         | –                                  |
| 2016 | AVN Award             | Najlepsze internetowe solo                              | –                                  |
| 2016 | AVN Award             | Hall of Fame (branża wideo)                             | –                                  |
| 2019 | XBIZ Cam Award        | Postać społecznościowa                                  | –                                  |
| 2022 | XBIZ Cam Award        | Najlepsza gwiazda MILF mediów społecznościowych premium | –                                  |